# Onda transversal

Onda plana transversal.

La luz es un ejemplo de una onda transversal

Propagación de una onda transversal esférica en una cuadrícula de 2 dimensiones (modelo empírico).

## Introducción
Una onda transversal es una onda en la que cierta magnitud vectorial presenta oscilaciones. Para el caso de una onda mecánica de desplazamiento, el concepto es ligeramente sencillo, la onda es transversal cuando las vibraciones de las partículas afectadas por la onda son perpendiculares a la dirección de propagación de la onda. Las ondas electromagnéticas son casos especiales de ondas transversales donde no existe vibración de partículas, pero los campos eléctricos y magnéticos son siempre perpendiculares a la dirección de propagación, y por tanto se trata de ondas transversales. 
Si una onda transversal se mueve en el plano x-positivo, sus oscilaciones van en dirección arriba y abajo que están en el plano y-z.
Manteniendo una traza se compara la magnitud del movimiento aleatorio y el desplazamiento en instantes sucesivos y se aprecia el avance de la onda. Transcurrido un tiempo la persistencia de la traza muestra como todos los puntos pasan por todos los estados de vibración.
Sin embargo para conocer como cambia el desplazamiento con el tiempo resulta más práctico observar otra gráfica que represente el movimiento de un punto. Los puntos en fase con el seleccionado vibran a la vez y están separados por una longitud de onda. La velocidad con que se propaga la fase es el cociente entre esa distancia y el tiempo que tarda en llegar. Cualquier par de puntos del medio en distinto estado de vibración están desfasados y si la diferencia de fase es 180° diremos que están en oposición. En este caso los dos puntos tienen siempre valor opuesto del desplazamiento como podemos apreciar en el registro temporal. Este tipo de onda transversal igualmente podría corresponder a las vibraciones de los campos eléctrico y magnético en las ondas electromagnéticas. Una onda electromagnética que puede propagarse en el espacio vacío no produce desplazamientos puntuales de masa.la onda también es de un sonido

## Formulación matemática
Matemáticamente, el tipo más simple de onda transversal es una de onda sinusoidal polarizada linealmente. "Plano" aquí significa que la dirección de propagación es invariable y la misma en todo el medio; "polarizado linealmente" significa que la dirección del desplazamiento también es invariable y la misma en todo el medio; y la magnitud del desplazamiento es una función sinusoidal sólo del tiempo y de la posición a lo largo de la dirección de propagación. 
El movimiento de esta onda puede expresarse matemáticamente de la siguiente manera. Sea d la dirección de propagación (un vector con unidad de longitud) o cualquier punto de referencia del medio. Sea u la dirección de las oscilaciones (otro vector de unidad de longitud perpendicular a d). El desplazamiento de una partícula en cualquier punto p del medio y en cualquier momento t (según) será: 

Fórmula matemática onda transversal

Un observador que mira un punto fijo p verá la partícula allí moverse en un movimiento armónico simple (sinusoidal) con período T segundos, con el máximo desplazamiento de partícula A en cada sentido; es decir, con una frecuencia de f = 1/T ciclos completos de oscilación cada segundo. Una instantánea de todas las partículas en un tiempo fijo t mostrará el mismo desplazamiento para todas las partículas de cada plano perpendicular a d, con los desplazamientos en planos sucesivos formando un patrón sinusoidal, con cada ciclo completo extendiéndose a lo largo d por la longitud de onda λ = v T = v/f. Todo el patrón se mueve en la dirección d con la velocidad V. 
La misma ecuación describe una onda de luz sinusoidal polarizada linealmente, salvo que el "desplazamiento" S(p, t) es el campo eléctrico en el punto p y el tiempo t. (El campo magnético se describe con la misma ecuación, pero con una dirección de "desplazamiento" que es perpendicular tanto a d como a uno, y una amplitud diferente.)

## Superposición de ondas
El principio de superposición se puede aplicar en las ondas siempre que dos (o más) ondas viajen por el mismo medio a la vez. Las ondas se cruzan entre sí sin ser perturbadas. El desplazamiento neto del medio en cualquier punto del espacio o del tiempo es simplemente la suma de los desplazamientos individuales de las ondas. Esto es cierto para las ondas de longitud finita (pulsos de onda) o que son ondas sinusoidales continuas. 
Las vibraciones de una cuerda de violín, por ejemplo, se pueden analizar como la suma de muchas ondas transversales de distintas frecuencias, que desplazan la cuerda para arriba o para abajo o de izquierda a derecha. Las ondulaciones de un estanque se pueden analizar como una combinación de ondas transversales i longitudinales (ondas de gravedad) que se propagan juntas.  

### Superposición de dos pulsos de ondas de dirección opuesta
Ambas ondas se cruzan una por otra sin ser perturbadas, y el desplazamiento neto es la suma de los dos desplazamientos individuales. También hace falta mencionar que este medio no es dispersivo (todas las frecuencias viajan a la misma velocidad) ya que los pulsos de ondas gaussianas no cambian de forma a medida que se propagan. Si el medio fuera dispersivo, las ondas cambiarían de forma. Los solitones son ejemplos de ondas no lineales que no obedecen al principio de superposición cuando interactúan entre sí. 

## Ejemplos
Ejemplos de onda transversales incluyen ondas sísmicas secundarias, el movimiento de los campos eléctricos (E) y magnéticos (V) en una onda plana electromagnética, donde ambos oscilan perpendicularmente entre sí, así como en dirección de la transferencia de energía. Por lo tanto, una onda electromagnética consta de dos ondas transversales, la luz visible es un ejemplo de onda electromagnética, el campo es originado por la carga acelerada Véase Espectro electromagnético para información de distintos tipos de onda electromagnética.